# Piptocarpha oblonga
Piptocarpha oblonga là một loài thực vật có hoa trong họ Cúc. Loài này được (Gardner) Baker miêu tả khoa học đầu tiên năm 1873.